# 류칭윈
유청운(劉靑雲, 1964년 2월 16일 ~ )은 홍콩의 영화 배우이다.

## 이력
중화인민공화국 광둥성 광저우에서 출생하여, 지난날 한때 광둥 성 포산 시 싼수이 구에서 잠시 유아기를 보낸 적이 있는 그는 5세 때부터 홍콩에서 거주하였으며, 1983년 홍콩에서 연극배우로 첫 데뷔하였다.

## 출연작

### TV 드라마
- 대운하

### 영화
- 탈명금: 사라진 천만 달러의 행방
- 중화 명탐정
- 잔혹 동화 살인마
- 무간지옥 - 아웃 오브 인페르노
- 화이트 스톰 - 마호천 역
- 절청풍운 3
- 흑사회 3
- 사랑: 세 도시 이야기 - 다오롱 역
- 인세니티
- 사라진 살인자
- 경심파
- 위성: 영웅들의 귀환
- 독계
- 쇼크 웨이브 2 - 퉁척만 역

| 연도 | 제목          | 원제          | 배역      | 비고 |
| ---- | ------------- | ------------- | --------- | ---- |
| 2020 | 쇼크 웨이브 2 | 拆彈專家2     | 퉁척만 역 |      |
| 2022 |               | 神探大戰      |           |      |
| 2022 | 미래전투      | 明日戰記      |           |      |
| 2023 | 화이트 스톰 3 | 掃毒3人在天涯 |           |      |

## 수상
- 2000년 제5회 홍콩금자형장 남우주연상
- 2007년 제26회 홍콩금상장영화제 남우주연상
- 2012년 제49회 금마장영화제 남우주연상
- 2015년 제34회 홍콩금상장영화제 남우주연상